# Coscaga angulata
Coscaga angulata är en fjärilsart som beskrevs av William Schaus 1906. Coscaga angulata ingår i släktet Coscaga och familjen nattflyn. Inga underarter finns listade i Catalogue of Life.